# Gerrit Schulte
Gerardus Bernardus Maria "Gerrit" Schulte, född den 7 januari 1919 i Amsterdam, död den 26 februari 1992 i 's-Hertogenbosch ("Den Bosch"), var en nederländsk tävlingscyklist som blev professionell 1937. Han hade sina främsta framgångar på bana där han vann 19 sexdagarslopp, samt blev niofaldig nederländsk mästare och världsmästare 1948 (slog då Fausto Coppi i finalen) i individuellt förföljelselopp. Han blev även dubbel europamästare i madison. På landsväg blev han nederländsk mästare i linjelopp fyra gånger, vann en etapp i Tour de France 1938 och Ronde van Nederland totalt 1949. 1956 blev han bronsmedaljör i linjelopp vid Världsmästerskapen i landsvägscykling.
Sedan 1955 delar Club '48 (en förening för tidigare nederländska tävlingscyklister grundad på Schultes initiativ) årligen ut Gerrit Schulte Trofee till årets bäste nederländske cyklist, och Schulte tilldelades själv priset 1958. 1958 utsågs han även till Sporter van het jaar ("Årets idrottare"). 1960 utnämndes Schulte till riddare av Oranien-Nassauorden.

## Meriter – Landsväg
| 1938 Vinnare av Critérium des As Vinnare av etapp 3 i Tour de France 2:a i Nederländska mästerskapen 2:a i Grand Prix des Nations 1939 Vinnare av etapperna 1 och 2 i Deutschland Tour 1944 Nederländsk mästare i linjelopp 1946 5:a i Världsmästerskapen i landsvägscykling 1947 Tour des Six Provinces : Vinnare totalt Vinnare av etapperna 2a och 2b 2:a i Nederländska mästerskapen 3:a i Bryssel-Ingooigem | 1948 Nederländsk mästare i linjelopp 1949 Ronde van Nederland : Vinnare totalt Vinnare av etapperna 4, 6 och 7b (TTT) étapes 5:a i Världsmästerskapen i landsvägscykling 1950 Nederländsk mästare i linjelopp Boucles de la Gartempe : Vinnare totalt Vinnare av etapp 2 4:a i Världsmästerskapen i landsvägscykling | 1951 Vinnare av etapperna 3 och 5a i Ronde van Nederland 1953 Nederländsk mästare i linjelopp 1954 2:a totalt i Ronde van Nederland Vinnare av etapp 2 1955 Vinnare av etapp 4b i Ronde van Nederland 1956 Vinnare av etapp 8b i Ronde van Nederland 3:a i Världsmästerskapen i landsvägscykling |

## Meriter – Bana
| Gerrit Schulte uppnådde följande podieplacering vid Världsmästerskapen: 1948 Världsmästare i individuellt förföljelselopp Nedan listas Gerrit Schultes Nederländska mästerskapstitlar: Individuellt förföljelselopp 1940, 1942, 1943, 1944, 1945, 1947, 1948, 1950, 1951 50 km 1942, 1943, 1944 | Gerrit Schulte uppnådde följande podieplacringar vid Europamästerskapen: 1948/1949 Europamästare i madison med Gerrit Boeijen 1949/1950 Europamästare i madison med Gerard Peters 1950/1951 2:a i madison med Gerard Peters 1952/1953 2:a i madison med Gerard Peters 1953/1954 2:a i madison med Gerard Peters 1955/1956 2:a i madison med Gerard Peters 1958/1959 3:a i madison med Peter Post |

### Sexdagarslopp
I tabellen nedan listas Gerrit Schultes segrar och partners (med initialer):
| \ Säsong |

| Plats \ |

| \ Säsong |

| Partner \ |

Not: Asterisk efter ortnamnet markerar att tävlingen hölls före nyår. Berlin körde två lopp per vinter. Antwerpen kördes med tremannalag från 1956.